# Valigny
Valigny és un municipi francès, situat al departament de l'Alier i a la regió d'Alvèrnia-Roine-Alps. L'any 2007 tenia 402 habitants.

## Demografia

### Població
El 2007 la població de fet de Valigny era de 402 persones. Hi havia 170 famílies de les quals 65 eren unipersonals (16 homes vivint sols i 49 dones vivint soles), 57 parelles sense fills, 32 parelles amb fills i 16 famílies monoparentals amb fills.
La població ha evolucionat segons el següent gràfic:
Habitants censats

### Habitatges
El 2007 hi havia 291 habitatges, 183 eren l'habitatge principal de la família, 79 eren segones residències i 29 estaven desocupats. 287 eren cases i 2 eren apartaments. Dels 183 habitatges principals, 154 estaven ocupats pels seus propietaris, 22 estaven llogats i ocupats pels llogaters i 7 estaven cedits a títol gratuït; 6 tenien una cambra, 18 en tenien dues, 43 en tenien tres, 37 en tenien quatre i 79 en tenien cinc o més. 114 habitatges disposaven pel capbaix d'una plaça de pàrquing. A 96 habitatges hi havia un automòbil i a 70 n'hi havia dos o més.

### Piràmide de població
La piràmide de població per edats i sexe el 2009 era:
| Homes | Edats   | Dones |
| ----- | ------- | ----- |
| 0     | 95 o +  | 0     |
| 0     | 90 a 94 | 4     |
| 4     | 85 a 89 | 8     |
| 8     | 80 a 84 | 0     |
| 12    | 75 a 79 | 20    |
| 4     | 70 a 74 | 4     |
| 20    | 65 a 69 | 16    |
| 16    | 60 a 64 | 24    |
| 16    | 55 a 59 | 12    |
| 20    | 50 a 54 | 16    |
| 24    | 45 a 49 | 8     |
| 20    | 40 a 44 | 8     |
| 20    | 35 a 39 | 8     |
| 8     | 30 a 34 | 12    |
| 8     | 25 a 29 | 12    |
| 4     | 20 a 24 | 4     |
| 8     | 15 a 19 | 0     |
| 4     | 10 a 14 | 4     |
| 12    | 5 a 9   | 16    |
| 8     | 0 a 4   | 8     |

## Economia
El 2007 la població en edat de treballar era de 238 persones, 154 eren actives i 84 eren inactives. De les 154 persones actives 134 estaven ocupades (72 homes i 62 dones) i 20 estaven aturades (8 homes i 12 dones). De les 84 persones inactives 43 estaven jubilades, 7 estaven estudiant i 34 estaven classificades com a «altres inactius».

### Ingressos
El 2009 a Valigny hi havia 174 unitats fiscals que integraven 375 persones, la mediana anual d'ingressos fiscals per persona era de 15.100 €.

### Activitats econòmiques
Dels 5 establiments que hi havia el 2007, 1 era d'una empresa de fabricació d'altres productes industrials, 1 d'una empresa de comerç i reparació d'automòbils, 1 d'una empresa de transport, 1 d'una empresa d'hostatgeria i restauració i 1 d'una entitat de l'administració pública.
Dels 2 establiments comercials que hi havia el 2009, 1 era una botiga de menys de 120 m² i 1 una fleca.
L'any 2000 a Valigny hi havia 28 explotacions agrícoles que ocupaven un total de 1.274 hectàrees.

## Equipaments sanitaris i escolars
El 2009 hi havia una escola elemental integrada dins d'un grup escolar amb les comunes properes formant una escola dispersa.

## Poblacions més properes
El següent diagrama mostra les poblacions més properes.